# 北部湾短吻蛤
北部湾短吻蛤（学名：Periploma beibuwanensis），是笋螂目汤匙蛤科汤匙蛤属的一种。主要分布于中国大陆，常栖息在水深14-16米砂质泥或软泥。